# Кременець (гора)
Кремене́ць, також Кремінець — гора в Карпатах, одна з найвищих вершин Буківських Верхів. Розташована в північно-західній частині Закарпатської області, на північний захід від села Стужиці (Великоберезнянський район).

## Географія
Висота гори 1221 м (за іншими даними — 1216 м).
На вершині Кременця перетинаються державні кордони Польщі, Словаччини та України. Південно-східні схили гори лежать на території України (у межах Ужанського національного природного парку), північні схили — на території Польщі, південно-західні — Словаччини.
З українського боку вихід на гору зі села Стужиці. В селі — прикордонна застава. Потрібен дозвіл прикордонників. З польського та словацького боку вихід без проблем.

## Пішохідні стежки
: г. Каменна (1201 м) — г. Кременець — перевал 1137 м — г. Велика Равка
: г. Каменна (Каменна лука) — г. Кременець — Нова Седлиця
: з села Стужиця, до висоти 815 м (для виїзду потрібен спеціальний дозвіл на в’їзд до прикордонної зони в Україні)